# Forte dos Trinta Réis
O Forte dos Trinta Réis localizava-se na ilha Terceira, nos Açores.
Em posição dominante sobre o seu trecho do litoral, constituiu-se em uma fortificação destinada à defesa o seu ancoradouro contra os ataques de piratas e corsários, outrora frequentes nesta região do oceano Atlântico.
Esta estrutura não chegou até aos nossos dias.